# Trancault
Trancault és un municipi francès situat al departament de l'Aube i a la regió del Gran Est. L'any 2007 tenia 206 habitants.

## Demografia

### Població
El 2007 la població de fet de Trancault era de 206 persones. Hi havia 72 famílies de les quals 20 eren unipersonals (8 homes vivint sols i 12 dones vivint soles), 20 parelles sense fills, 20 parelles amb fills i 12 famílies monoparentals amb fills.
La població ha evolucionat segons el següent gràfic:
Habitants censats

### Habitatges
El 2007 hi havia 97 habitatges, 73 eren l'habitatge principal de la família, 17 eren segones residències i 7 estaven desocupats. Tots els 96 habitatges eren cases. Dels 73 habitatges principals, 60 estaven ocupats pels seus propietaris, 10 estaven llogats i ocupats pels llogaters i 3 estaven cedits a títol gratuït; 2 tenien una cambra, 5 en tenien dues, 11 en tenien tres, 13 en tenien quatre i 42 en tenien cinc o més. 62 habitatges disposaven pel capbaix d'una plaça de pàrquing. A 30 habitatges hi havia un automòbil i a 38 n'hi havia dos o més.

## Economia
El 2007 la població en edat de treballar era de 121 persones, 85 eren actives i 36 eren inactives. De les 85 persones actives 76 estaven ocupades (44 homes i 32 dones) i 9 estaven aturades (4 homes i 5 dones). De les 36 persones inactives 10 estaven jubilades, 13 estaven estudiant i 13 estaven classificades com a «altres inactius».

### Ingressos
El 2009 a Trancault hi havia 69 unitats fiscals que integraven 178 persones, la mediana anual d'ingressos fiscals per persona era de 16.036 €.

### Activitats econòmiques
Dels 5 establiments que hi havia el 2007, 1 era d'una empresa extractiva, 2 d'empreses de comerç i reparació d'automòbils, 1 d'una empresa de serveis i 1 d'una empresa classificada com a «altres activitats de serveis».
L'únic servei als particulars que hi havia el 2009 era una perruqueria.
L'any 2000 a Trancault hi havia 10 explotacions agrícoles.

## Poblacions més properes
El següent diagrama mostra les poblacions més properes.